# 詹姆斯·塞登
詹姆斯·亞歷山大·塞登（英語：James Alexander Seddon，1815年7月13日—1880年8月19日），是一位美國律師和政治家，曾擔任兩屆合眾國國會众议院議員，也是民主黨成員。美國內戰期間，塞登被傑佛遜·戴維斯任命為邦聯戰爭部長。

## 傳
由於身體虛弱，塞登主要在家裡接受教育，並在青年時期自學成才。二十一歲時，進入弗吉尼亞大學法學院。畢業後，塞登定居在弗吉尼亞州里士滿，建立了成功的律師事務所。
1845年民主黨提名塞登為國會議員，塞登輕鬆當選。兩年後，他再次獲得提名，但由於與該黨的政綱分歧而拒絕提名。1849年，塞登再次當選國會議員，任期從1849年12月到1851年3月由於健康狀況不佳，在任期結束時拒絕了另一次提名。塞登退休後搬到了“薩博特山”，種植園位於里士滿上方的詹姆斯河沿岸。
塞登參加了1861年在華盛頓特區舉行的和平會議，該會議試圖制定一種方法來阻止即將到來的內戰。同年晚些時候塞登出席了邦聯臨時代表大會。戴維斯總統任命塞登為第四任戰爭部長，接替喬治·W·蘭道夫。他一直擔任這一職務直到1865年1月1日，之後他退出公共生活回到自己的種植園，並由約翰·C·布雷肯里奇繼任。他擔任秘書超過二十四個月，使他成為五位秘書中最持久的一位。

## 選舉歷史
- 1845年；塞登以52.28%的得票率擊敗輝格黨約翰·米諾·博茨，當選美國眾議院議員。
- 1849年；塞登以53.64%的得票率擊敗輝格黨挑戰者博茨再次當選。

## 外部連結
- 詹姆斯·塞登－美國國會國家人物傳記大辭典
- 在Find a Grave上的詹姆斯·塞登
- James Seddon biography at Spartacus Educational （页面存档备份，存于）
- James Seddon biography at the Confederate States War Department